# Salvátorské lúky
Salvátorské lúky je přírodní rezervace v oblasti Prešov.
Nachází se v katastrálním území obcí Lipovce a Šindliar v okrese Prešov v Prešovském kraji. Území bylo vyhlášeno v roce 1980 na rozloze 2,6765 ha. Ochranné pásmo nebylo stanoveno.